# Furat Media

Логотип Furat Media

«Furat Media» («Фурат», араб. الفرات الإعلام‎) — информационное подразделение Исламского государства, ориентированное преимущественно на жителей России и бывших советских республик Центральной Азии, а также Юго-Восточной Азии. Действует с 2015 года, выпускает пропагандистскую продукцию на русском, казахском, киргизском, таджикском и других языках. Публикует обращения лидеров и бойцов Исламского государства, интервью, призывы присоединиться к их борьбе.
Предшественником «Фурат» был сайт FiSyria, связанный с Абу Умаром аш-Шишани, который публиковал новости о боях в Сирии с участием выходцев из бывшего СССР. В мае 2015 года в соцсетях было объявлено, что FiSyria переименован в «Фурат». С этого момента качество информационной продукции значительно улучшилось, «Фурат» является более профессиональным и лучше оснащённым СМИ.
Среди продуктов «Фурат» — видео от бывшего командира ОМОН МВД Таджикистана Гулмурода Халимова, обращение для казахов «Послание от сердца в земли Казахстана» бывшего школьного учителя Марата Мауленова.
«Фурат» выпустило видео на грузинском языке (с русскими субтитрами) с обращением к мусульманам-грузинам. В 12-минутном видео четверо вооружённых людей призывали мусульман присоединяться к ИГ, а также пообещали, что «Халифат» достигнет Грузии и «кафиры» будут обезглавлены.
17 января 2016 года «Фурат» выпустило нашид ( турецкий : Yakında, Yakında , букв.  «Скоро, скоро»).
Летом 2016 года «Фурат» приступило к выпуску газеты «Al-Fatihin» на индонезийском языке, ориентированную на жителей Юго-Восточной Азии (проживающих на Филиппинах, в Индонезии, Малайзии, Сингапуре, Брунее и Таиланде). В июле 2016 года власти Сингапура запретили газету.
В сентябре 2024 года «Фурат» опубликовало видео «Определение монотеистов в России» связанное с захватом заложников в ИК-19 в Суровикине. 